# Albireo
Albireo (β Cyg / β Cygni / Beta Cygni) er den tredjeklareste stjerne i stjernebilledet Svanen. Selv om den har betegnelsen "beta", er den faktisk svagere end Gamma Cygni.
Cygnus betyder "Svanen", og Albireo findes i svanens hoved, og den kaldes af og til for "næbstjernen". Desuden danner den "nordkorset" sammen med Deneb, Delta Cygni og Eta Cygni.
Stjernens navn er opstået ved misforståelser og fejlagtige oversættelser. Dens navn var først al-Minhar ad-Dadjadjah = "hønens næb" i arabiske tekster. Latinske lærde misforstod det og troede, at navnet kom af en slags urt, så de oversatte det til ab ireo ("fra ireus"). Senere mente man, at det var en fejlskrivning fra arabisk og omskrev det til al-bireo.
Albireo er 385 lysår fra Jorden. Uden hjælpemidler ser Albireo ud til at være en enkelt stjerne, men når man ser på den gennem en kikkert opløses den til en dobbeltstjerne med en gul (tilsyneladende størrelse 3,1) og en blå (tilsyneladende størrelse 5,1) komponent. Deres afstand er 34 buesekunder, og de danner én af de mest kontrastrige dobbeltstjerner på grund af deres forskellige farver.
De blev kun betragtet som en optisk fordobling, som ikke kredsede omkring et fælles centrum, sådan som et ægte dobbeltstjernesystem gør. Men trods den store afstand mellem dem er de bevisligt en ægte dobbeltstjerne, hvor den lyse og gule stjerne, Beta Cygni A, selv er en dobbeltstjerne med et meget tæt kredsløb.